# Estação Getafe Central

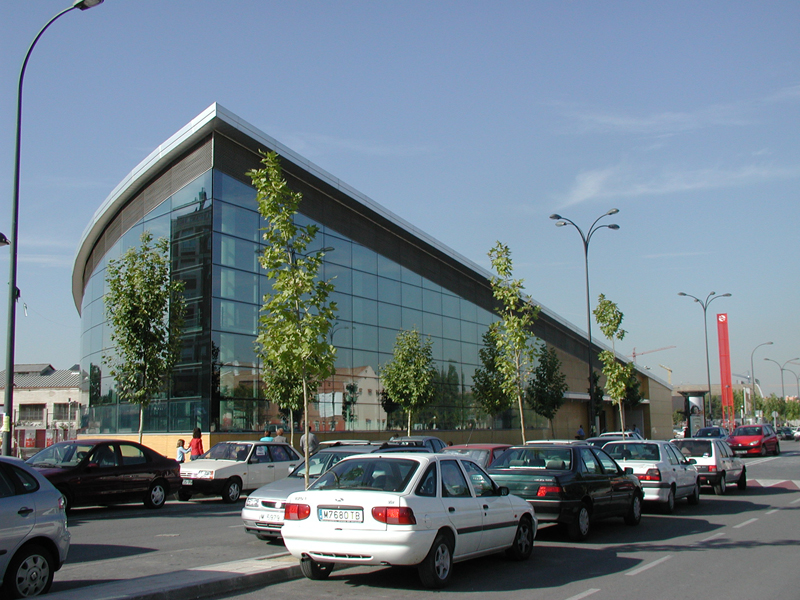
Edifício da Estação.

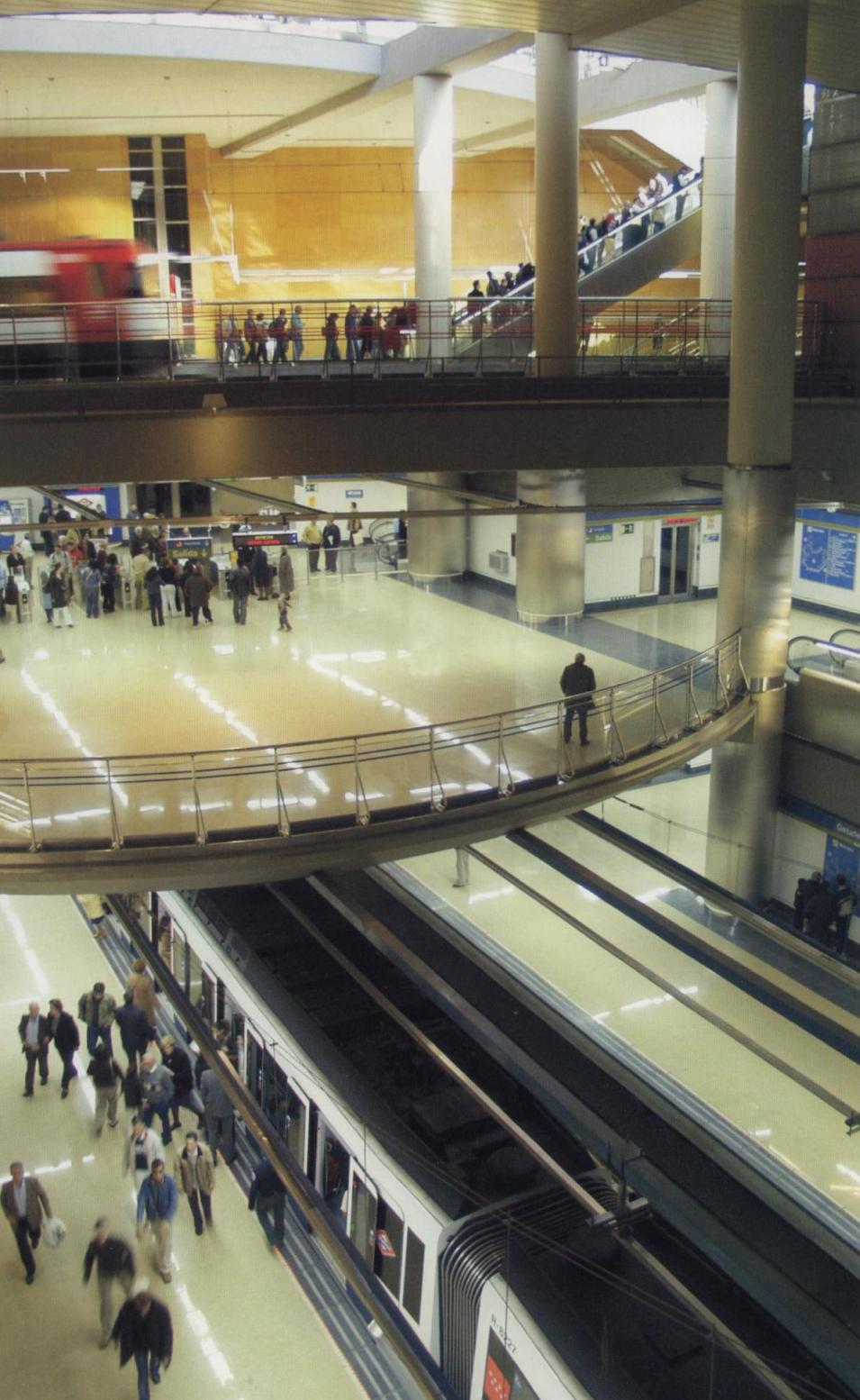

Getafe Central é uma estação da Linha 12 do Metro de Madrid. Está localizado na tarifa Zona B1. A estação oferece conexão com Cercanías Madrid via estação ferroviária getafe Centro.